# Alteveer (Groningue)
Pour les articles homonymes, voir Alteveer.
Alteveer est un village qui fait partie des communes de Stadskanaal et de Pekela dans la province néerlandaise de Groningue. Le 1er janvier 2007, le village comptait 1 280 habitants.